# Gino Proietti
Gino Proietti (* 1. Januar 1917 in Viterbo, Italien; † 22. Juni 2004 in Cannes) war ein französischer Radrennfahrer und nationaler Meister im Radsport.

## Sportliche Laufbahn
Proietti war gebürtiger Italiener, der in den 1930er Jahren die französische Staatsbürgerschaft annahm. Er war Spezialist für Querfeldeinrennen (heutige Bezeichnung Cyclocross) und auch im Straßenradsport aktiv. 1941 gewann die nationale Meisterschaft im Querfeldeinrennen in der nicht von Deutschland besetzten Zone vor Jules Rougemont. 1942 verteidigte er den Titel vor Jules Stellon. 1941 siegte er in der nationalen Meisterschaft im Straßenrennen der Amateure.
Das Etappenrennen Circuit des six Provinces gewann er 1941 als Unabhängiger. 1941 startete Proietti als Berufsfahrer. Er gewann 1942 den Grand Prix Cannes.